# Lophosia fasciata
Lophosia fasciata là một loài ruồi trong họ Tachinidae.